# 中山巧
中山 巧（なかやま たくみ、1973年11月11日 - ）は、日本の男性総合格闘家。大阪府大阪市出身。パラエストラ大阪所属。元フェザー級キング・オブ・パンクラシスト。元KOTC世界ライト級王者。日本人史上初のKOTC世界王者。リングネームはタクミ。

## 来歴
1999年3月21日、第5回全日本コンバットレスリング選手権大会-69kg級に出場。決勝で大内敬に敗れ、準優勝となった。
1999年8月8日、第6回全日本アマチュア修斗選手権大会ウェルター級（-69kg）に出場。決勝で飛田拓人に敗れ、準優勝となった。
2000年4月12日、修斗でプロデビュー戦。川尻達也と対戦し、スリーパーホールドで一本勝ち。
2001年12月16日、修斗でマーシオ・クロマドと対戦し、開始32秒フロントスリーパーホールドで一本負け。プロ初黒星となった。
2002年3月24日、第8回全日本コンバットレスリング選手権大会-74kg級に出場し、初戦で敗退。
2002年5月25日、HOOKnSHOOTでビトー・"シャオリン"・ヒベイロと対戦し、開始51秒肩固めで一本負け。
2002年8月27日、修斗で山崎剛と対戦し、判定勝ち。この試合からリングネームをタクミに変更した。
2002年11月15日、修斗で佐藤ルミナ対戦し判定ドロー。
2003年、パレストラ大阪（現・パラエストラ大阪）をオープン。
2003年5月30日、修斗でデビュー戦以来となる川尻達也と再戦し、右ストレートでTKO負け。
2003年11月23日、ZSTグランプリの1回戦でマーカス・アウレリオと対戦し、腕ひしぎ十字固めで一本負け。
2004年4月11日、修斗環太平洋ウェルター級王座決定トーナメントの1回戦で中蔵隆志に判定勝ち。7月16日の準決勝で雷暗暴に判定負け。
2004年8月6日、KOTCでチャールズ・"クレイジー・ホース"・ベネットと対戦し、チョークスリーパーで一本勝ち。
2004年11月14日、KOTC世界ライト級王座決定戦でチャーリー・コーラーと対戦し、TKO勝ちを収め王座獲得に成功した。
2005年8月、第6回全日本ブラジリアン柔術選手権大会 アダルト紫帯レーヴィ級に出場。決勝で鹿又智成に敗れ準優勝となった。
2005年10月29日、KOTC世界ライト級タイトルマッチでマック・ダンジグと対戦し、TKO負けを喫し王座陥落した。
2011年9月4日、フェザー級暫定キング・オブ・パンクラス決定戦で鹿又智成と対戦し、3-0の判定勝ちを収め暫定王座獲得に成功した。
2012年6月2日、フェザー級暫定キング・オブ・パンクラス タイトルマッチで挑戦者のジョン・ショレスと対戦し、チョークスリーパーで一本勝ちを収め暫定王座の初防衛に成功した。
2012年8月10日、マルロン・サンドロの王座返上により、正規王座に認定された。
2013年3月17日、PANCRASE 246のフェザー級キング・オブ・パンクラス タイトルマッチで挑戦者の大石幸史と対戦し、1-0の判定ドローで王座の2度目の防衛に成功した。
2015年2月1日、PANCRASE 264のフェザー級キング・オブ・パンクラス タイトルマッチで挑戦者のナム・ファンと対戦し、1-2の判定負けを喫し王座陥落した。

## 戦績

### 総合格闘技
| 総合格闘技 戦績 | 総合格闘技 戦績 | 総合格闘技 戦績 | 総合格闘技 戦績 | 総合格闘技 戦績 | 総合格闘技 戦績 | 総合格闘技 戦績 |
| --------------- | --------------- | --------------- | --------------- | --------------- | --------------- | --------------- |
| 43 試合         | (T)KO           | 一本            | 判定            | その他          | 引き分け        | 無効試合        |
| 19 勝           | 1               | 7               | 10              | 1               | 6               | 1               |
| 17 敗           | 8               | 2               | 7               | 0               | 6               | 1               |

| 勝敗 | 対戦相手                                   | 試合結果                           | 大会名                                                                                | 開催年月日     |
| ×    | 青井人                                     | 2R 0:51 KO                         | 修斗                                                                                  | 2017年6月25日  |
| ×    | 田村一聖                                   | 5分3R終了 判定0-3                  | PANCRASE 273                                                                          | 2015年12月13日 |
| ×    | ナム・ファン                               | 5分3R終了 判定1-2                  | PANCRASE 264 【フェザー級キング・オブ・パンクラス タイトルマッチ】                    | 2015年2月1日   |
| ○    | 美木航                                     | 2R 2:28 リアネイキドチョーク       | VTJ 5th in OSAKA                                                                      | 2014年6月28日  |
| ×    | ウィル・チョープ                           | 3R 1:42 TKO（パウンド）            | PXC 40                                                                                | 2013年10月25日 |
| ○    | ジョニー・ペシーナ                         | 1R キムラロック                    | PXC 37                                                                                | 2013年5月18日  |
| △    | 大石幸史                                   | 5分3R終了 判定1-0                  | PANCRASE 246 【フェザー級キング・オブ・パンクラス タイトルマッチ】                    | 2013年3月17日  |
| ○    | ジョン・ショレス                           | 3R 2:47 チョークスリーパー         | PANCRASE 2012 PROGRESS TOUR 【フェザー級暫定キング・オブ・パンクラス タイトルマッチ】 | 2012年6月2日   |
| ○    | 鹿又智成                                   | 5分3R終了 判定3-0                  | PANCRASE 2011 IMPRESSIVE TOUR 【フェザー級暫定キング・オブ・パンクラス決定戦】        | 2011年9月4日   |
| △    | 伊藤健一                                   | 5分2R終了 時間切れ                 | ZST.28                                                                                | 2011年5月22日  |
| ○    | 川那子祐輔                                 | 1R 3:27 チョークスリーパー         | PANCRASE 2011 IMPRESSIVE TOUR                                                         | 2011年4月3日   |
| ○    | ジャックナイフツネオ                       | 5分2R終了 判定3-0                  | 修斗 BORDER -season 2- 「不動」                                                       | 2010年12月26日 |
| ×    | 佐々木信治                                 | 1R 3:51 KO（パウンド）             | 修斗 SHOOTO GIG WEST 12                                                               | 2010年9月26日  |
| ×    | ドミニク・ロビンソン                       | 3分3R終了 判定0-3                  | PFC 11: All In                                                                        | 2008年11月20日 |
| ×    | 光岡映二                                   | 1R 3:30 TKO（マウントパンチ）      | CAGE FORCE 03 【ライト級王座決定トーナメント 準々決勝】                               | 2007年6月9日   |
| －   | アンソニー・マグデビット                   | 1R 1:23 ノーコンテスト（サミング） | No Limits: Proving Ground                                                             | 2007年4月21日  |
| ○    | 福本よう一                                 | 5分3R終了 判定3-0                  | CAGE FORCE EX -western bound- 【ライト級王座決定トーナメント 1回戦】                  | 2007年2月17日  |
| △    | 高橋渉                                     | 5分2R終了 判定1-0                  | CAGE FORCE 01                                                                         | 2006年11月25日 |
| ×    | アライケンジ                               | 2R 0:04 KO（アッパー→パウンド）    | MARS in 有明                                                                          | 2006年2月4日   |
| ×    | マック・ダンジグ                           | 3R TKO（タオル投入）               | KOTC: Execution Day 【KOTC世界ライト級タイトルマッチ】                                | 2005年10月29日 |
| ×    | 長岡弘樹                                   | 5分2R終了 判定0-2                  | DEEP 19th IMPACT                                                                      | 2005年7月8日   |
| ×    | 天突頑丈                                   | 5分3R終了 判定0-3                  | 修斗                                                                                  | 2005年1月29日  |
| ○    | チャーリー・コーラー                       | 2R 2:35 TKO（パウンド）            | KOTC 44: Revenge 【KOTC世界ライト級王座決定戦】                                       | 2004年11月14日 |
| ○    | チャールズ・"クレイジー・ホース"・ベネット | 1R 2:46 チョークスリーパー         | KOTC 39: Hitmaster                                                                    | 2004年8月6日   |
| ×    | 雷暗暴                                     | 5分3R終了 判定0-2                  | 修斗 【環太平洋ウェルター級王座決定トーナメント 準決勝】                              | 2004年7月16日  |
| ○    | 中蔵隆志                                   | 5分3R終了 判定3-0                  | 修斗 & KAKUMEI SHOWDOWN BATTLE 【環太平洋ウェルター級王座決定トーナメント 1回戦】     | 2004年4月11日  |
| ×    | マーカス・アウレリオ                       | 1R 3:06 腕ひしぎ十字固め           | ZST GP 開幕戦 【1回戦】                                                               | 2003年11月23日 |
| ×    | 川尻達也                                   | 1R 4:11 TKO（右ストレート）        | 修斗 Shootor's Dream II                                                               | 2003年5月30日  |
| ×    | ヨアキム・ハンセン                         | 5分3R終了 判定0-2                  | 修斗                                                                                  | 2002年12月14日 |
| △    | 佐藤ルミナ                                 | 5分3R終了 判定0-1                  | 修斗                                                                                  | 2002年11月15日 |
| ○    | 山崎剛                                     | 5分3R終了 判定3-0                  | 修斗 SHOOTO GIG EAST 10                                                               | 2002年8月27日  |
| ×    | ビトー・"シャオリン"・ヒベイロ             | 1R 0:51 肩固め                     | HOOKnSHOOT: Relentless                                                                | 2002年5月25日  |
| ×    | マーシオ・クロマド                         | 1R 0:32 フロントスリーパーホールド | 修斗 SHOOTO TO THE TOP -THE FINAL ACT-                                                | 2001年12月16日 |
| ○    | ヘンリー・マタモロス                       | 3R 3:30 ギブアップ（疲労）         | HOOKnSHOOT: Kings 1                                                                   | 2001年11月17日 |
| ○    | ブルーノ・ケロイ                           | 5分2R終了 判定3-0                  | 修斗 SHOOTO TO THE TOP                                                                | 2001年9月2日   |
| ○    | 村濱天晴                                   | 2R 4:42 テクニカル判定3-0          | 修斗 SHOOTO GIG EAST 2001-04                                                          | 2001年7月27日  |
| ○    | チャーリー・ピアソン                       | 5分2R終了 判定2-0                  | 修斗 SHOOTO TO THE TOP                                                                | 2001年6月30日  |
| ○    | イアン・シャファー                         | 5分2R終了 判定3-0                  | 修斗 SHOOTO TO THE TOP                                                                | 2001年3月21日  |
| ○    | 三宅力                                     | 5分2R終了 判定3-0                  | 修斗 SHOOTO GIG WEST                                                                  | 2001年2月18日  |
| △    | 南部陽平                                   | 5分2R終了 判定1-1                  | 修斗 R.E.A.D. 〜2000 SHOOTO〜                                                         | 2000年11月12日 |
| ○    | 飛田拓人                                   | 5分2R終了 判定2-0                  | 修斗 R.E.A.D. 〜2000 SHOOTO〜                                                         | 2000年9月15日  |
| △    | 竹内幸司                                   | 5分2R終了 判定1-0                  | 修斗 R.E.A.D. 〜2000 SHOOTO〜                                                         | 2000年7月16日  |
| ○    | 川尻達也                                   | 1R 2:44 スリーパーホールド         | 修斗 R.E.A.D. 〜2000 SHOOTO〜                                                         | 2000年4月12日  |

### グラップリング
| 勝敗 | 対戦相手           | 試合結果              | 大会名                  | 開催年月日    |
| ○    | 杉江"アマゾン"大輔 | 5分2R終了 ポイント1-0 | 修斗 SHOOTO GIG EAST 11 | 2002年9月25日 |

### 柔術
| 勝敗 | 対戦相手  | 試合結果                              | 大会名                                                | 開催年月日    |
| ○    | Barbaro44 | 7分終了 ポイント2-2 アドバンテージ1-0 | プロ柔術関西「大阪夏の陣」 【アダルト紫帯レーヴィ級】 | 2005年6月11日 |

## 獲得タイトル
- 第6代KOTC世界ライト級王座（2004年）
- 暫定フェザー級キング・オブ・パンクラス王座（2011年）
- 第3代フェザー級キング・オブ・パンクラス王座（2012年）

## 出演
- パンクラス MMA ドキュメンタリー HYBRID（2013年）